# Nymphula euryscia
Nymphula euryscia là một loài bướm đêm trong họ Crambidae.